# Dorna, Cluj
Dorna este un sat în comuna Așchileu din județul Cluj, Transilvania, România.

## Galerie de imagini

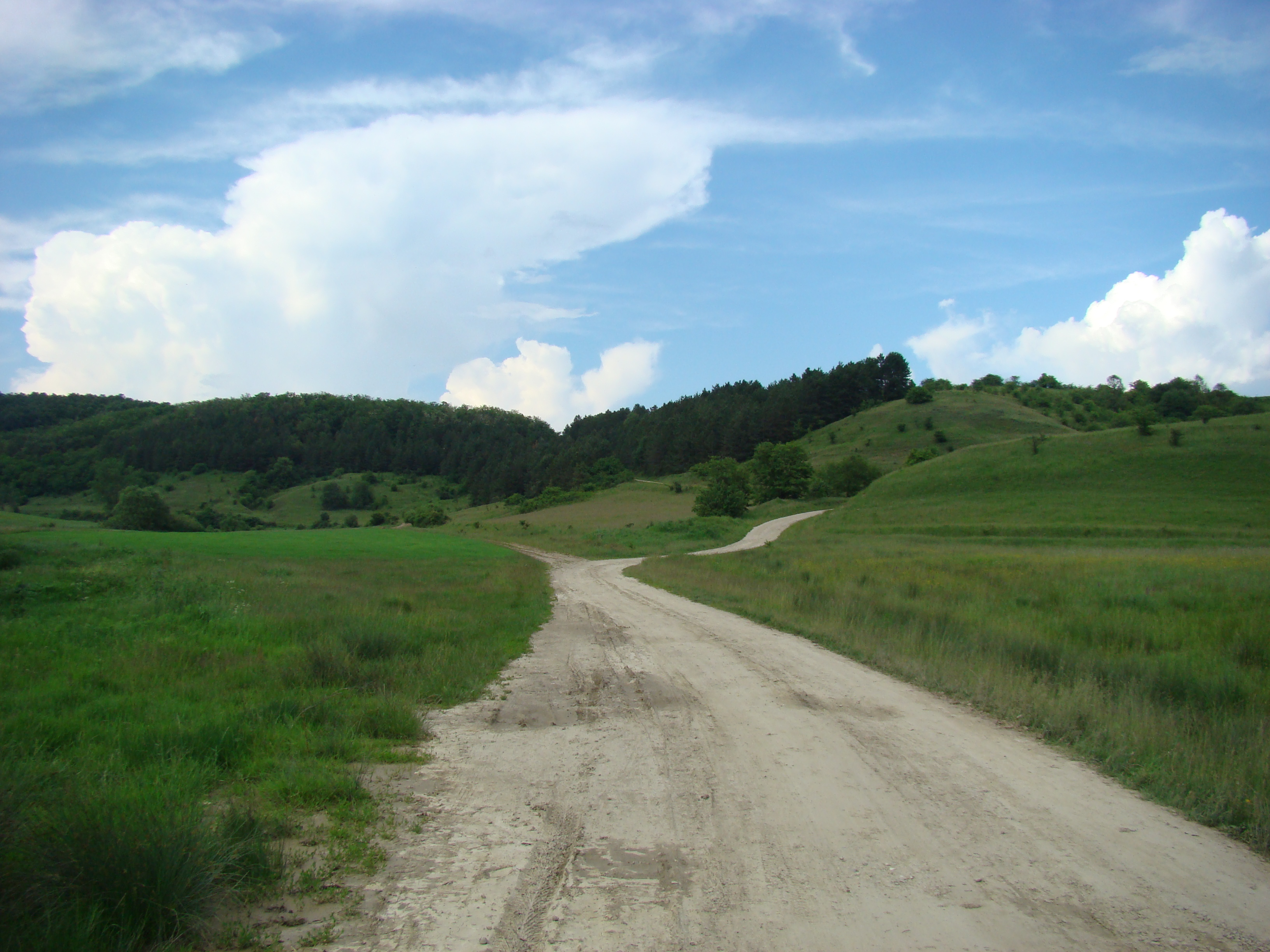
Drumul Așchileu Mare-Dorna
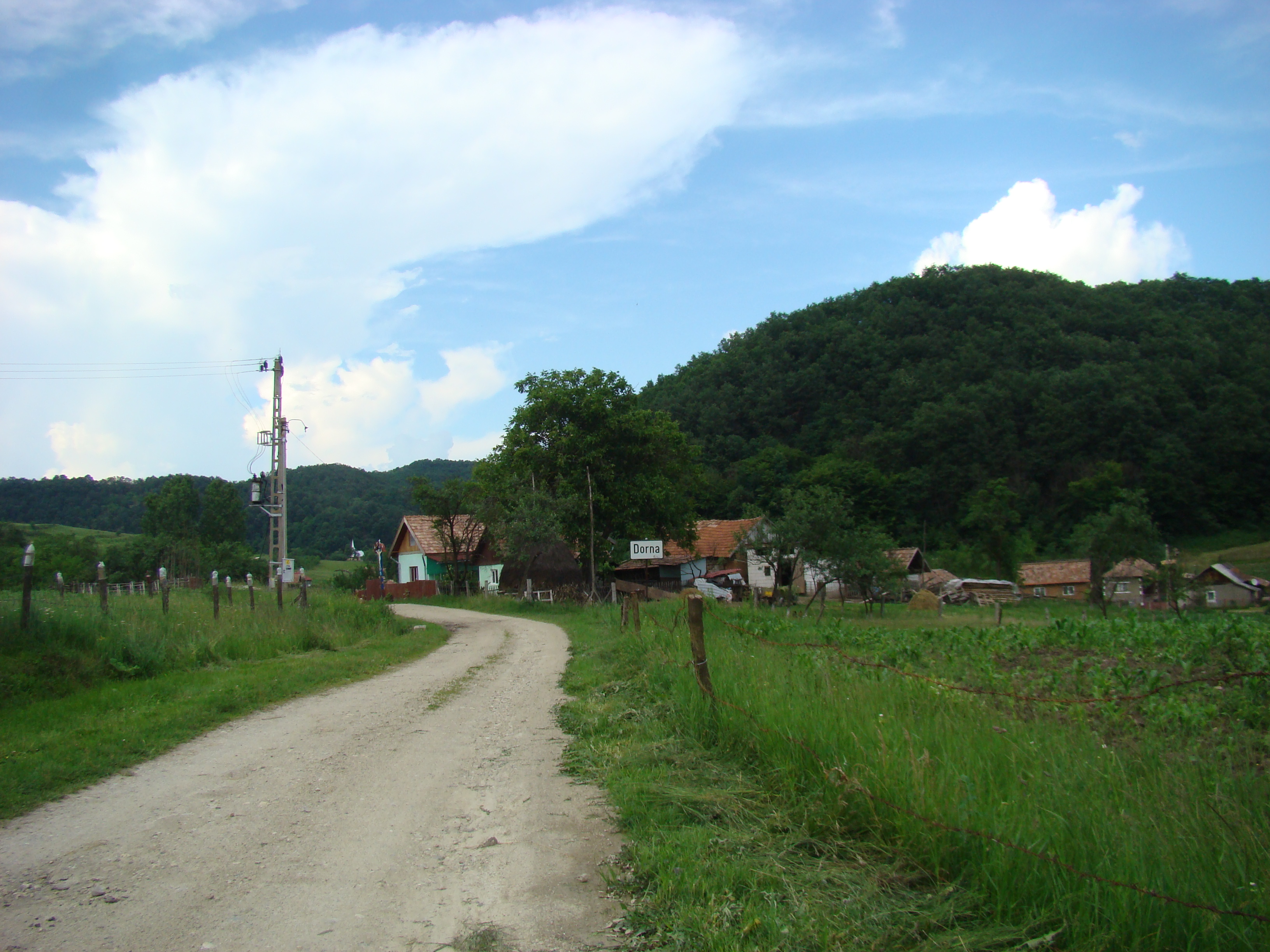
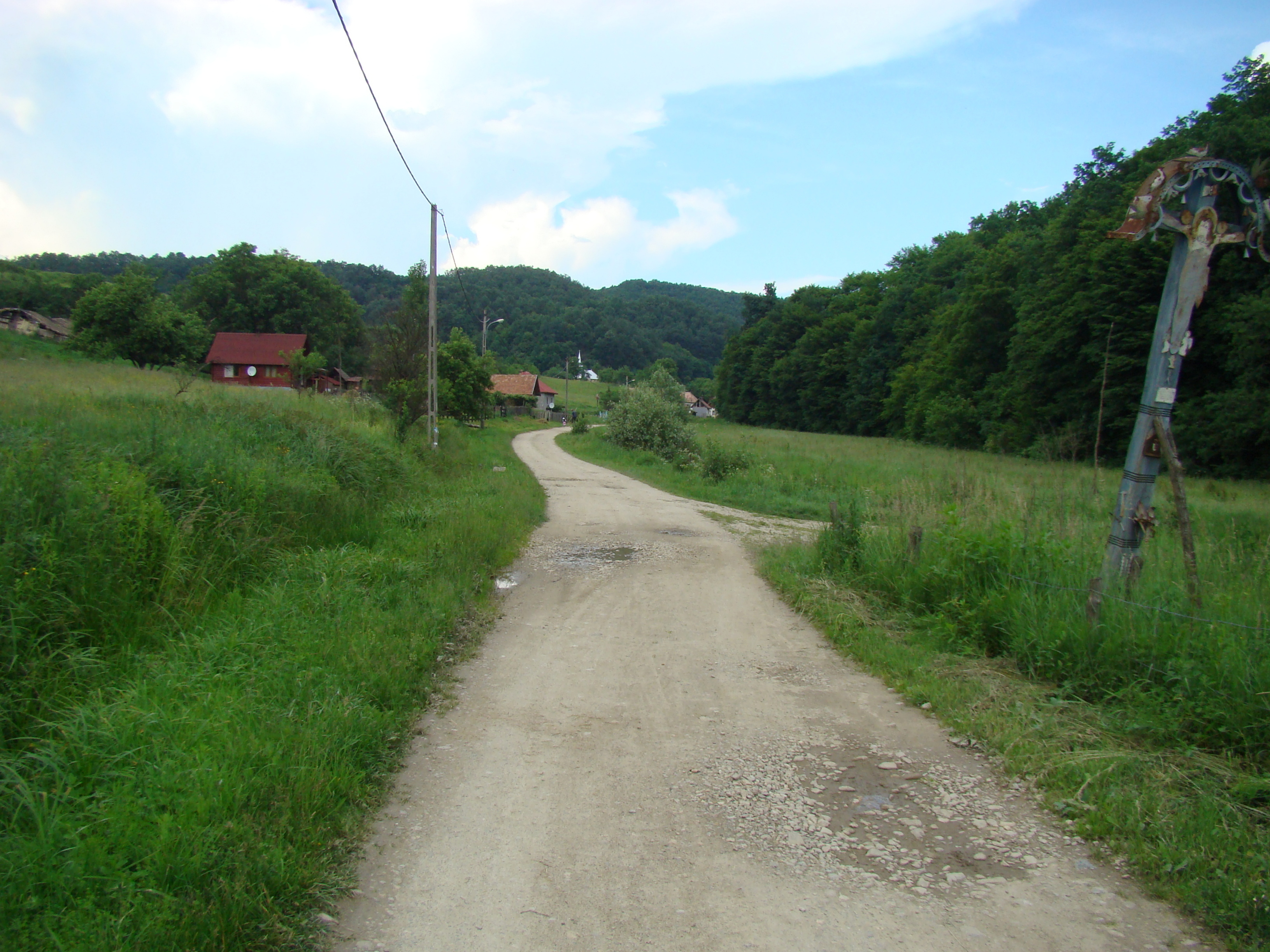
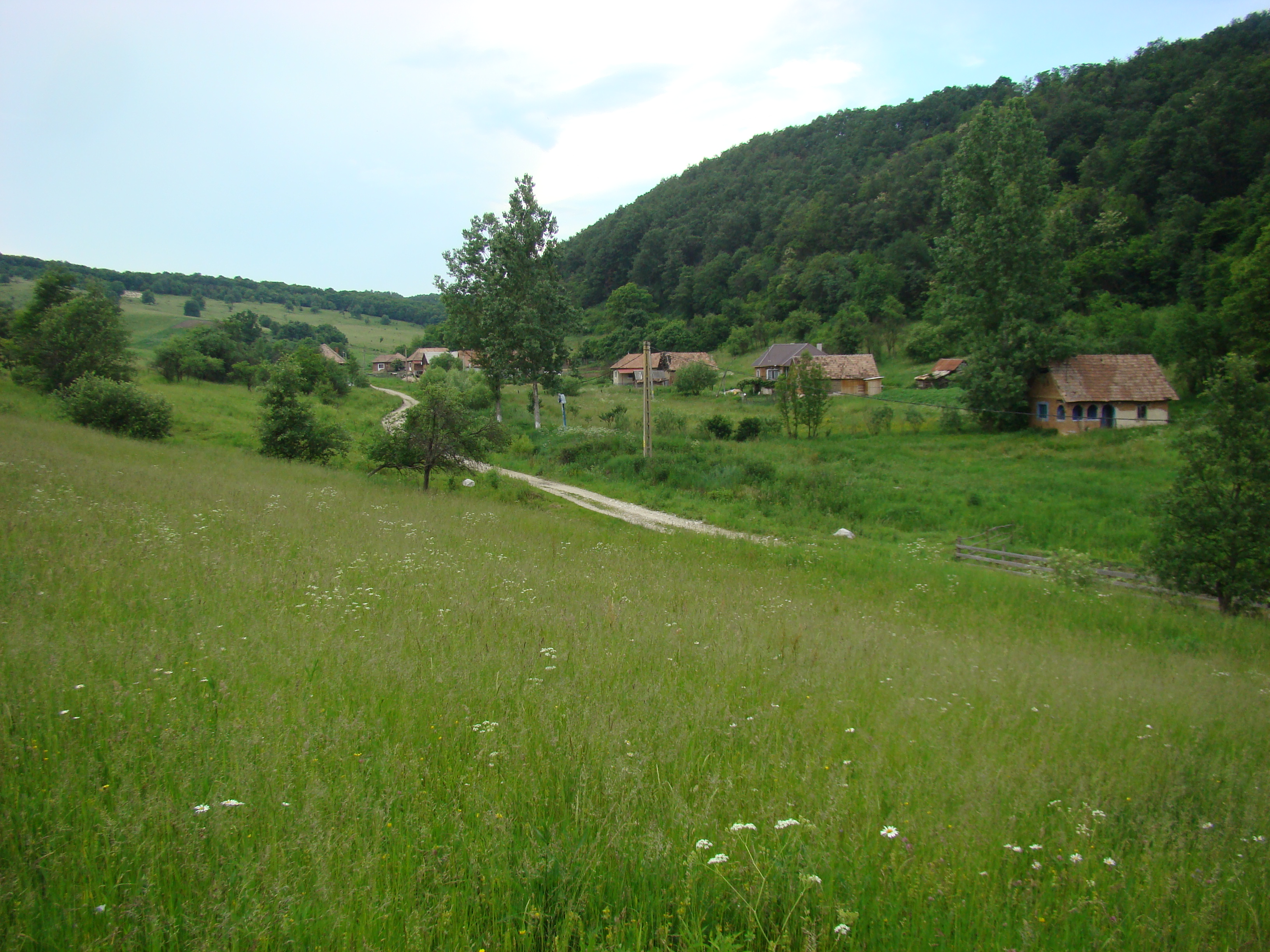
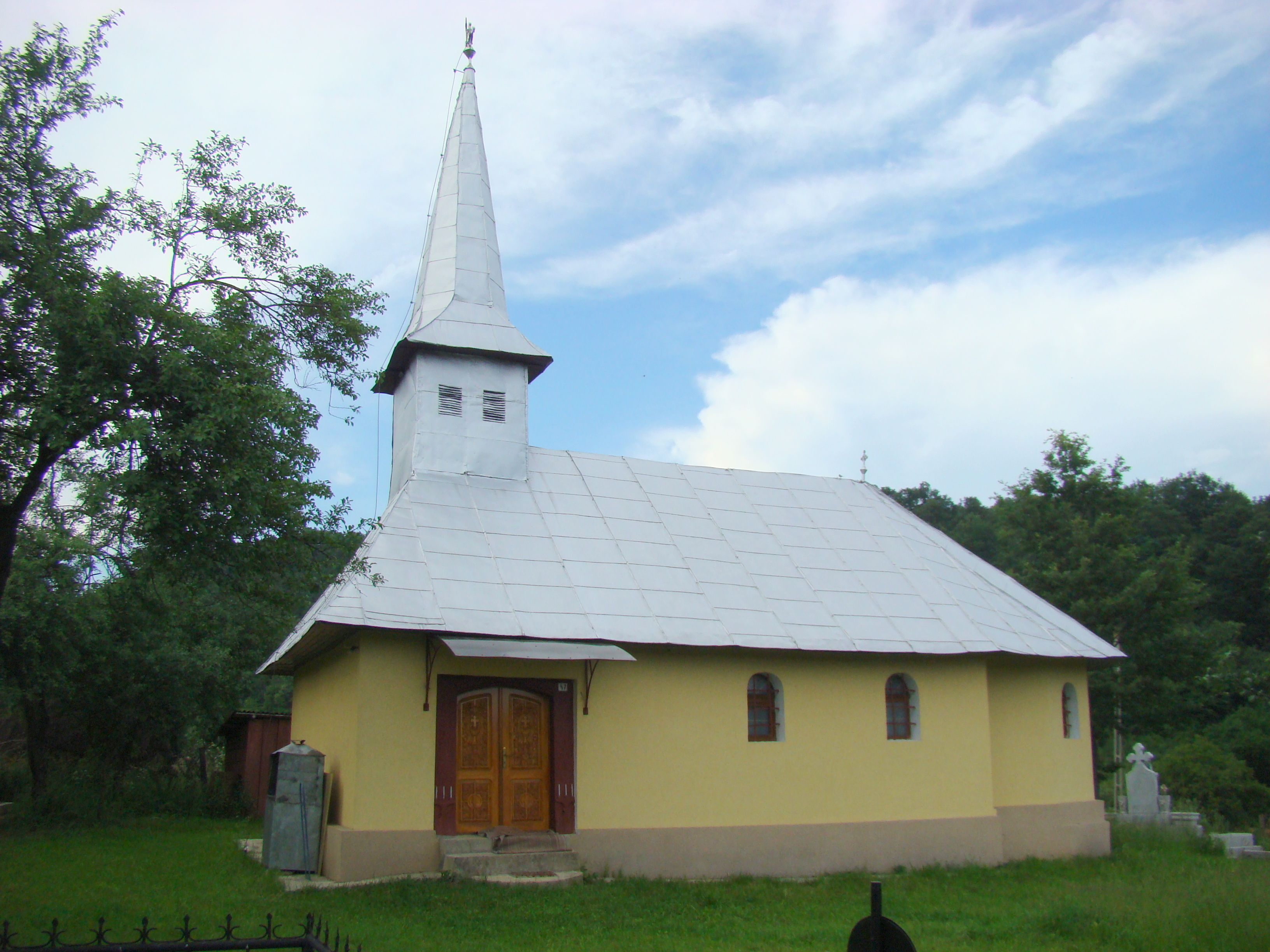
Biserica
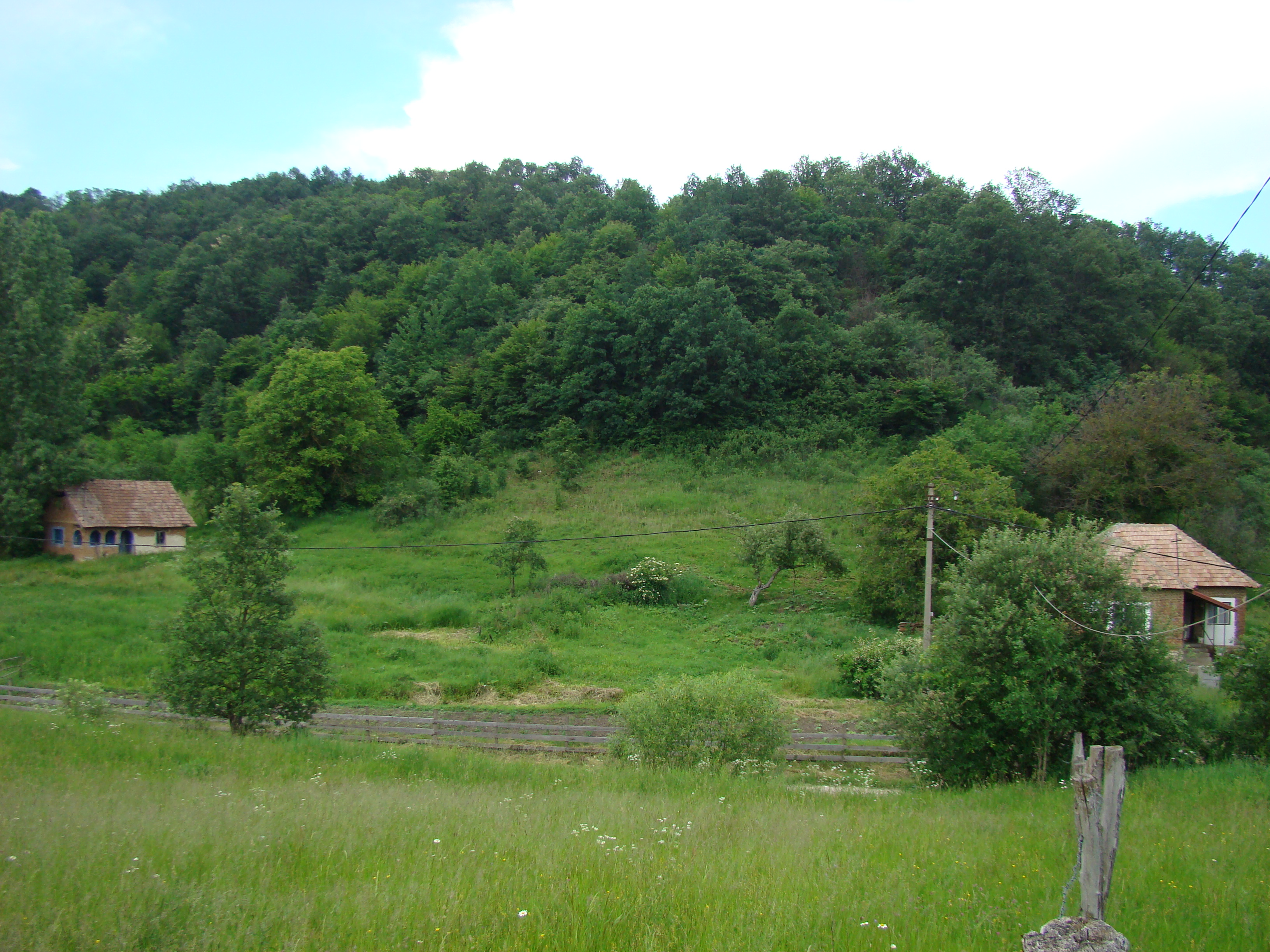
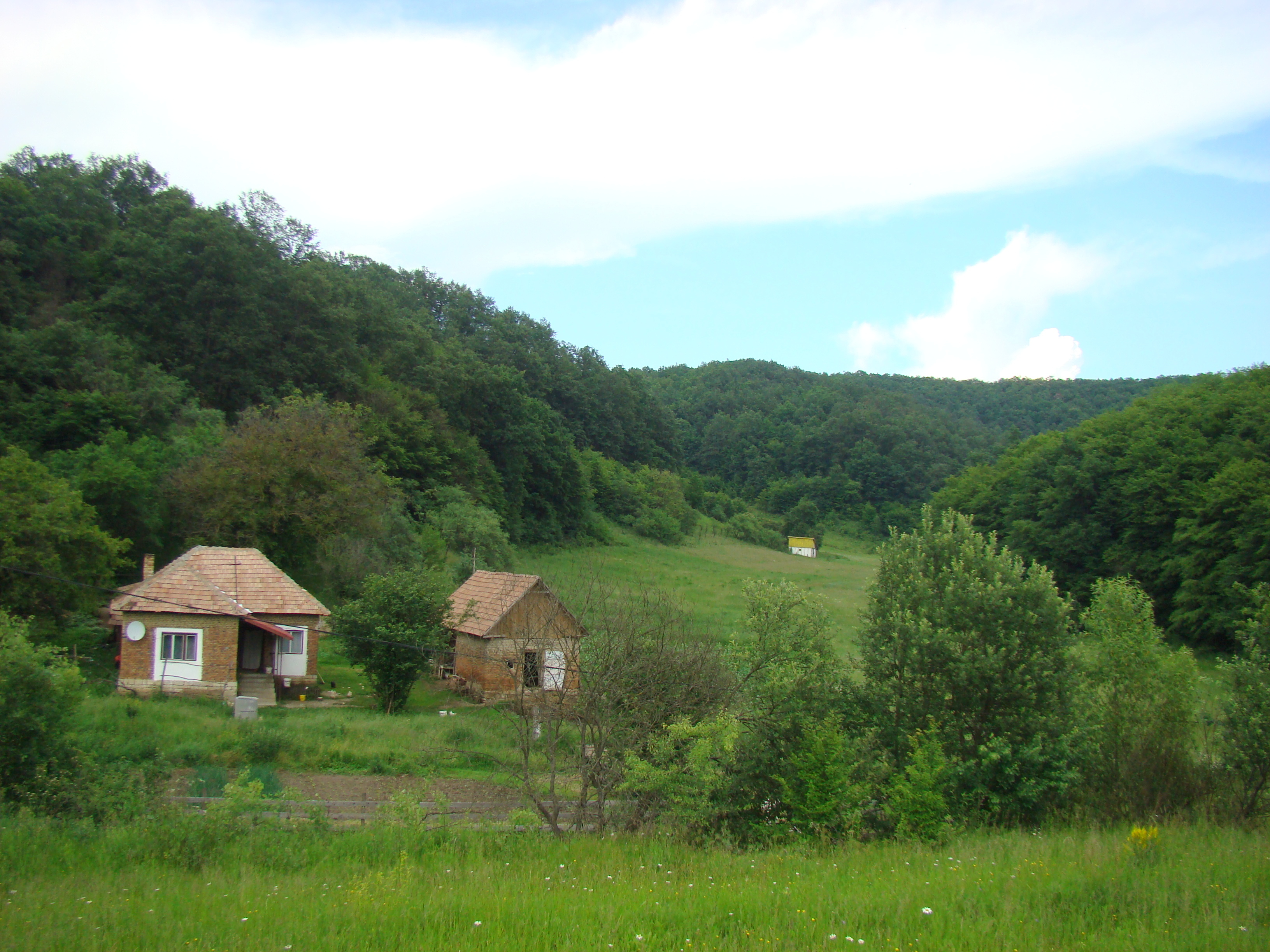
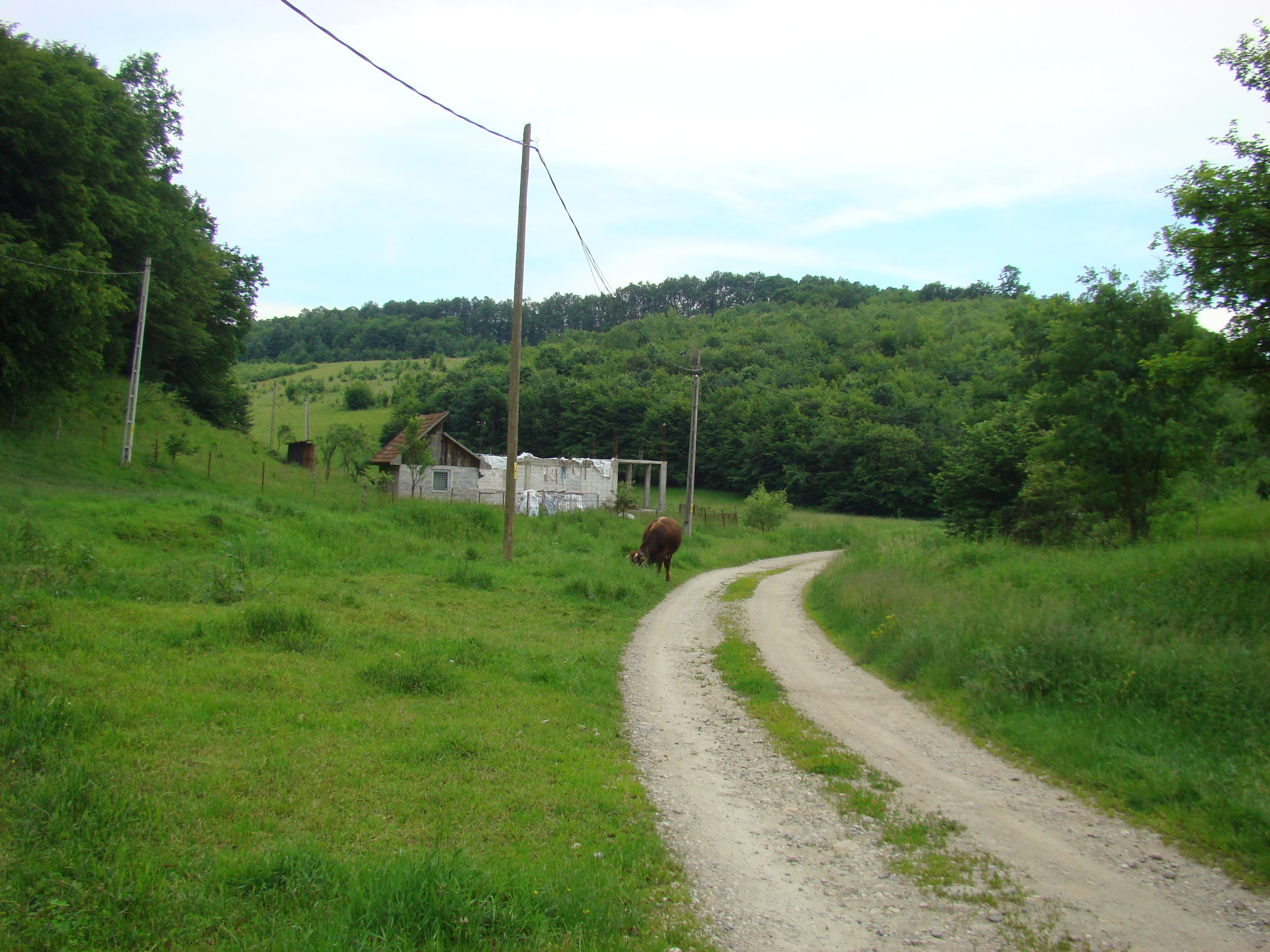
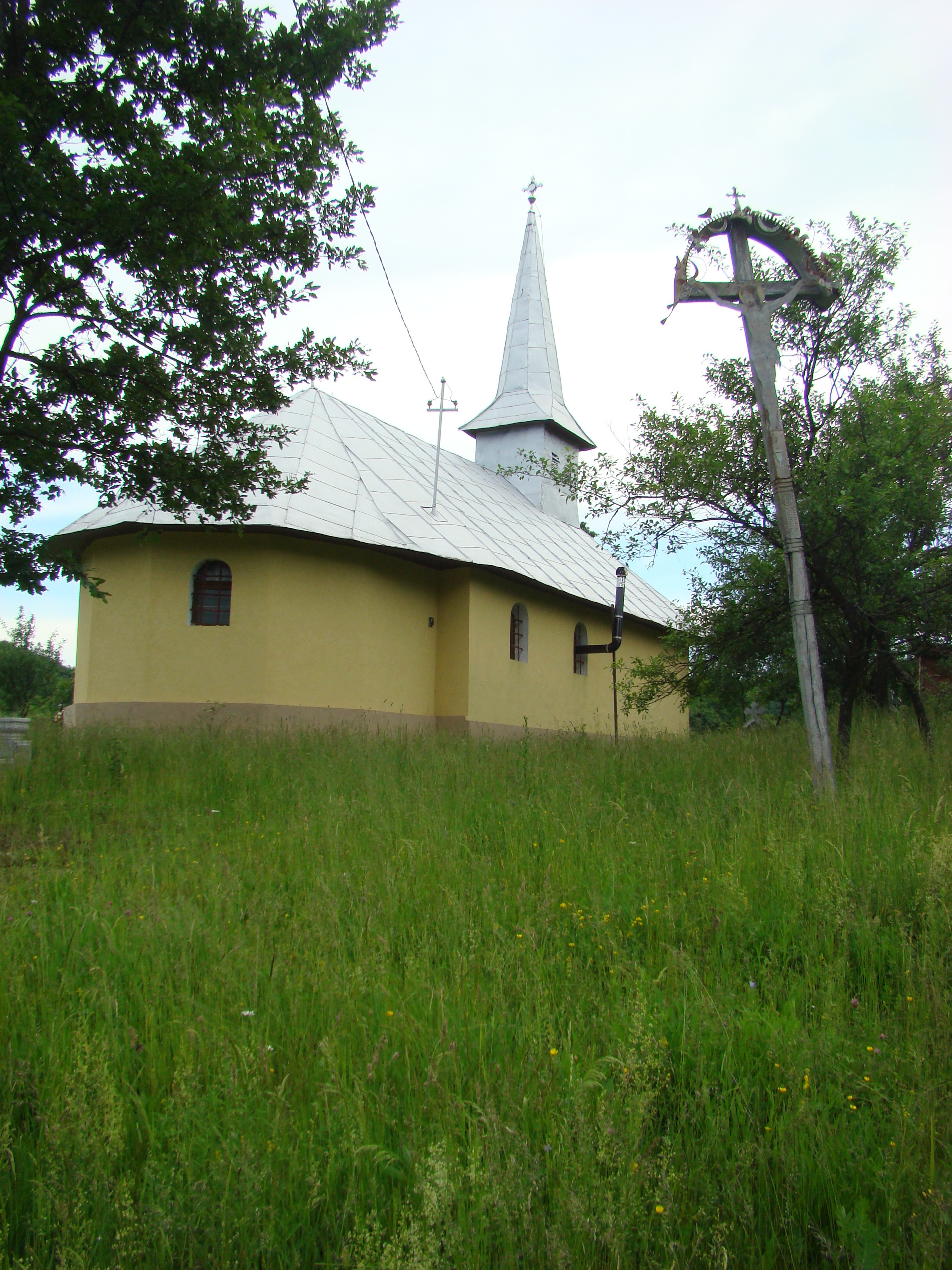
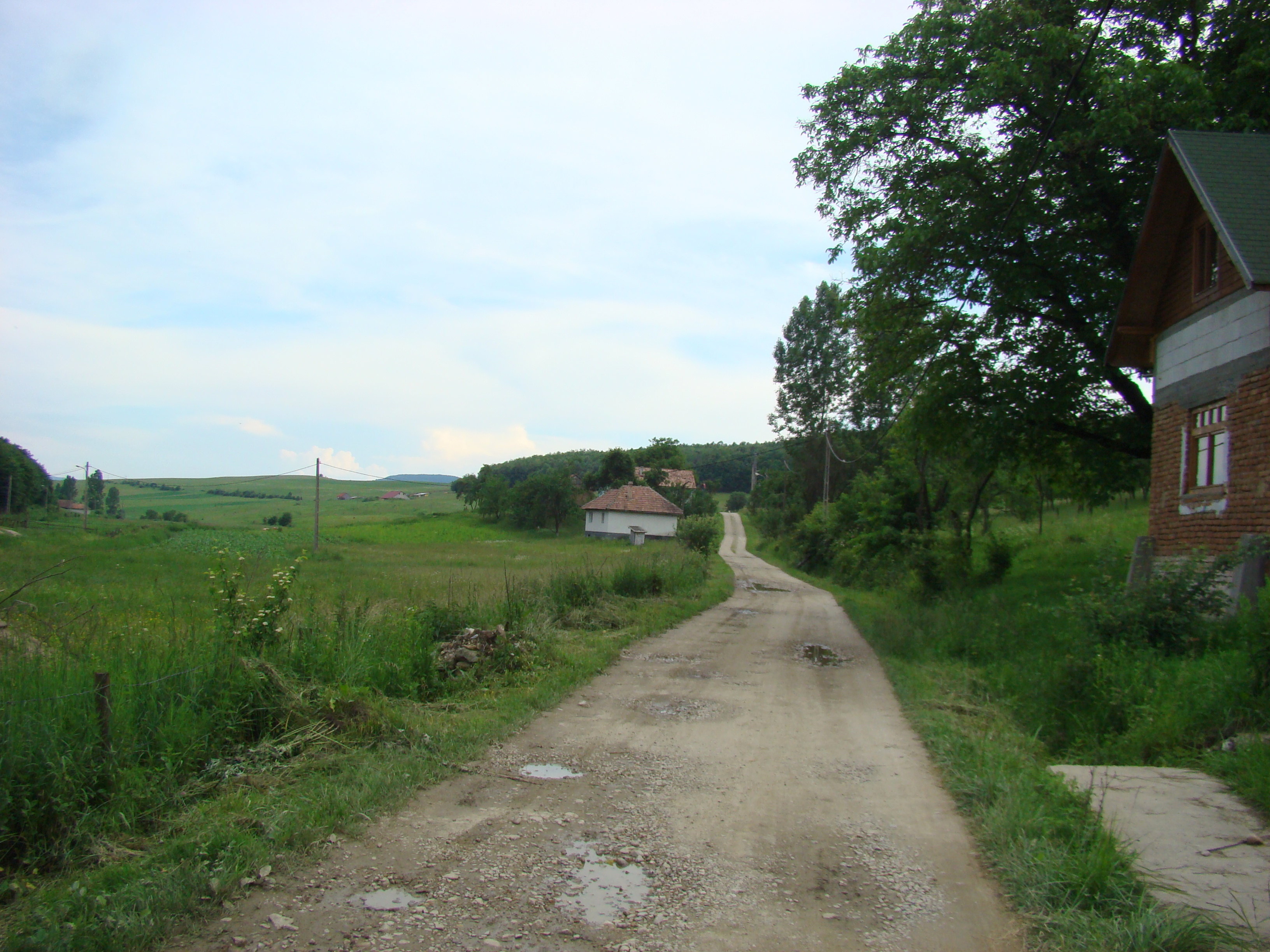
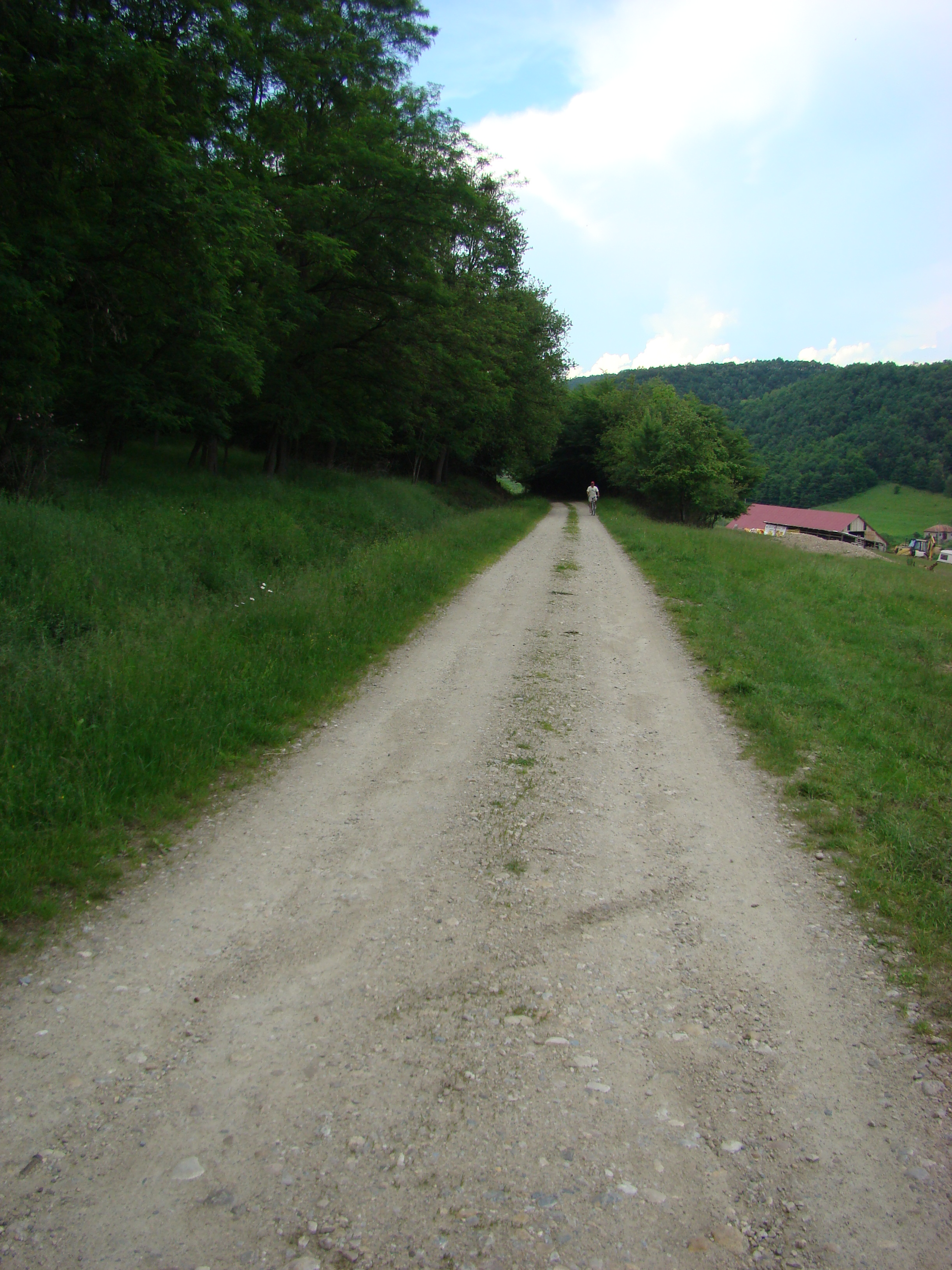
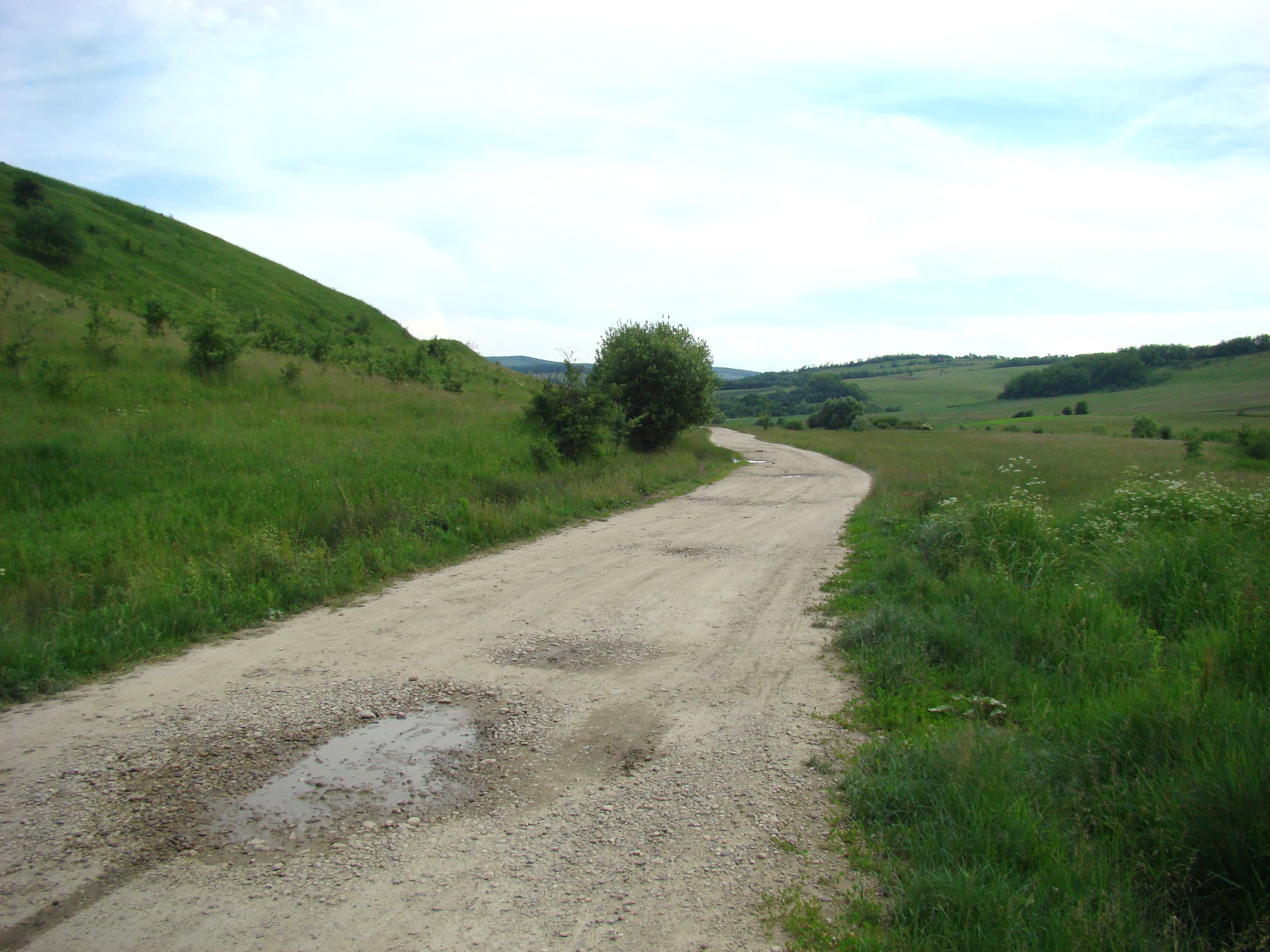
Drumul Dorna-Așchileu Mare